# دانشکده دندانپزشکی بابل
دانشکده دندانپزشکی دانشگاه علوم پزشکی بابل یکی از دانشکده‌های دندانپزشکی ایران وابسته به دانشگاه علوم پزشکی بابل در بابل، مازندران است. این دانشکده برترین دانشکده دندانپزشکی در شمال کشور به شمار می‌رود.

## تاریخچه
دانشکده دندانپزشکی بابل در سال ۱۳۷۰ بنیانگذاری شد. هم‌اکنون ریاست این دانشکده را دکتر آکام سعیدی برعهده دارد.